# 蘭普岩
蘭普岩（英語：Ramp Rocks），是南極洲的岩石，位於南喬治亞群島，處於約翰內森角西北面4.6公里，在1954年由英國南極名稱諮詢委員會命名，由英國海外領土管轄。